# Fiesta Provincial del Sol (Romang)
La Fiesta Provincial del Sol, conocida popularmente con el acrónimo de FDS, es un festival de verano que se celebra anualmente en la ciudad de Romang, Provincia de Santa Fe, República Argentina.
Es el acontecimiento turístico y cultural más convocante del norte santafesino, y uno de los más emblemáticos en la región.
Posee calendario exclusivo cada tercer fin de semana de enero anual, con una programación oficial de tres noches consecutivas.

## Historia

### Orígenes
El festival tiene sus raíces en diciembre de 1982, cuando un grupo de amigos romanenses instalaron un parador costero llamado La Pantera Rosa. Este se convirtió en un punto de encuentro muy popular durante las temporadas altas, especialmente en una época en la que, tras sucesivas inundaciones y proyectos fallidos, los espacios del Camping Brisol habían quedado seriamente afectados, dejando a la comunidad sin playa durante varios años.

### Iniciativa
Un lluvioso día de enero de 1985, en esta cantina surgió la idea de hacer un festival para celebrar el verano, invitando a todos a bailar, cantar y divertirse. Y el hartazgo por el clima nublado inspiró su nombre.
La propuesta fue bien recibida por familiares, vecinos e instituciones del pueblo, quienes colaboraron con auspicios, donación de arena para acondicionar el lugar, conexión eléctrica y equipos de sonido, haciendo posible su realización.

### Primer encuentro
La primera edición del Festival del Sol tuvo cita el domingo 17 de febrero de 1985. Con un acoplado de camión como escenario y a orillas del río San Javier, bandas locales y personajes variopintos regalaron sus expresiones artísticas a un público que acompañó con gran entusiasmo.

### Consolidación
Posteriormente, los organizadores presentaron el proyecto a las autoridades locales para coordinar una segunda edición. Sin embargo, debido a varios percances, el aval fue denegado.
Aun así, estos continuaron reuniéndose de manera informal una vez al año, y el encuentro fue ganando cada vez más reconocimiento y público de localidades vecinas. Con el tiempo, las acampadas, las fogatas y las guitarreadas entre familias y amigos se convirtieron en una gran tradición de todos los veranos.
Finalmente, la entonces Comuna de Romang asumió la organización del festival, que años más tarde obtuvo rango provincial y fecha fija cada tercer fin de semana de enero.
A mediados de la década de 1990 se concretaron las principales obras de infraestructura y acondicionamiento en el Camping Brisol, ampliando considerablemente sus espacios recreativos.
En 2003 se inauguró el mítico Anfiteatro Walter Cian —en homenaje a un reconocido protagonista del espectáculo fallecido en un accidente automovilístico—. Tiene capacidad para albergar a más de 10 mil personas y está ubicado adyacente al camping y al río. Desde entonces, es el escenario principal del evento.

### Legado
El idealismo propio de una juventud entusiasta tras el retorno a la democracia, logró reunir a la comunidad de todas las edades en un mismo espacio cultural y festivo, algo inédito para la época. Tal vez sin saberlo, aquella jornada inaugural de 1985 daba inicio a una tradición que, 36 ediciones después, se ha convertido en un emblema de Romang.
Al presente, la Fiesta Provincial del Sol se cuenta entre las celebraciones las más populares del litoral y es la más multitudinaria del centro-norte santafesino. En su última edición 2025 ocupó el tercer puesto a nivel provincial, tras la Fiesta de la Chopera (Santa Fe Capital) y la Fiesta de las Culturas (Carlos Pellegrini).

## Programación
La FDS se celebra anualmente en el Camping Municipal Brisol de Romang cada tercer fin de semana de enero y durante tres noches consecutivas, aunque hay diferentes propuestas y actividades que se extienden a la fecha. (Peñas musicales, concursos de pesca, circuitos en el río, acampadas, competencias deportivas, destrezas playeras, exposiciones artesanales y gastronómicas, etc.)
Al atardecer del viernes comienza el denominado Patarenas (boliche en la playa con gran concurrencia de jóvenes). Se hace la inauguración oficial con fuegos artificiales, la presencia de Dj's y música en vivo.
Los días sábados y domingos, el espectáculo se traslada al Anfiteatro Walter Cian, donde se presentan expresiones artísticas-culturales y suben al escenario bandas locales, regionales y de renombre nacional. 
La cita concluye temporalmente hacia la madrugada del lunes.

## Cartelera Artística
El espectáculo se caracteriza por ofrecer una programación diversa y para todos los rangos etarios, alternando géneros musicales de Tango, Rock, Folclore, Chamamé, Cumbia, Pop, Reggaetón, etc. 
Por su escenario han pasado grandes referentes de la música tales como: Bersuit Vergarabat, La Mancha de Rolando, León Gieco, Las Pastillas del Abuelo, La Mosca, Los Tipitos, Ignacio Copani, Kapanga, Vilma Palma e Vampiros, Soledad Pastorutti, Abel Pintos, Fabiana Cantilo, Guasones, Memphis La Blusera, Antonio Tarragó Ros, Los Huayra, Lucas Sugo, Los Guitarreros, Virus, Los Tekis, entre otros.
Los Palmeras y Mario Pereyra son los artistas populares que más veces han frecuentado el festival en distintas ediciones.
Las actuaciones de León Gieco, Abel Pintos y Soledad Pastorutti se recuerdan entre las más aclamadas por el público.

## Ubicación
Romang se encuentra en el noreste de la provincia de Santa Fe, a 265 km de Santa Fe capital sobre la Ruta Provincial 1. A 37 km al norte, esta se conecta con la Ruta Nacional 11 que accede a Reconquista y a 42 km al oeste a través de la ruta provincial 36 que concluye en Vera.

## Galería de imágenes

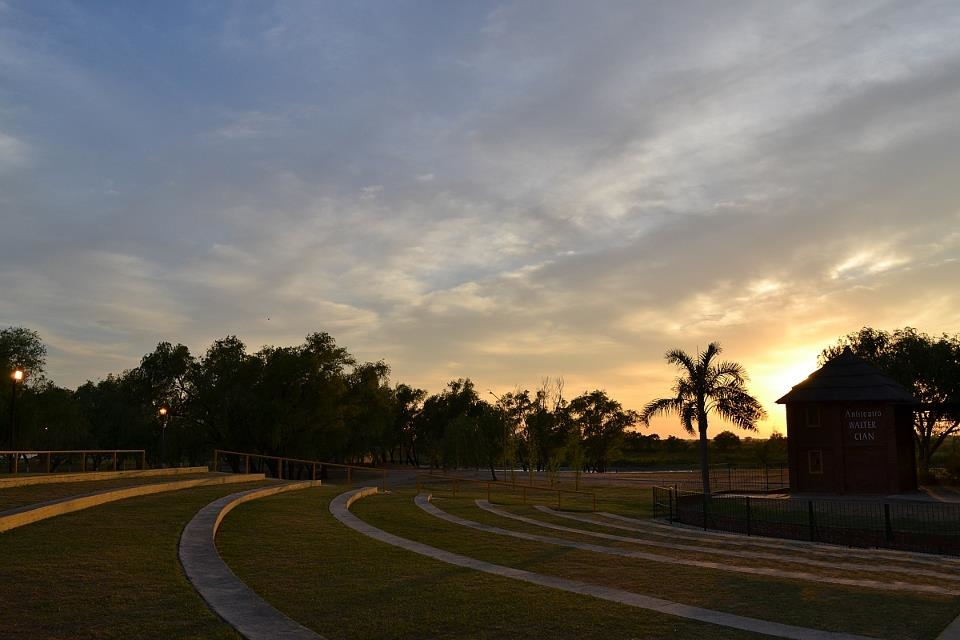
Anfiteatro Walter Cian.
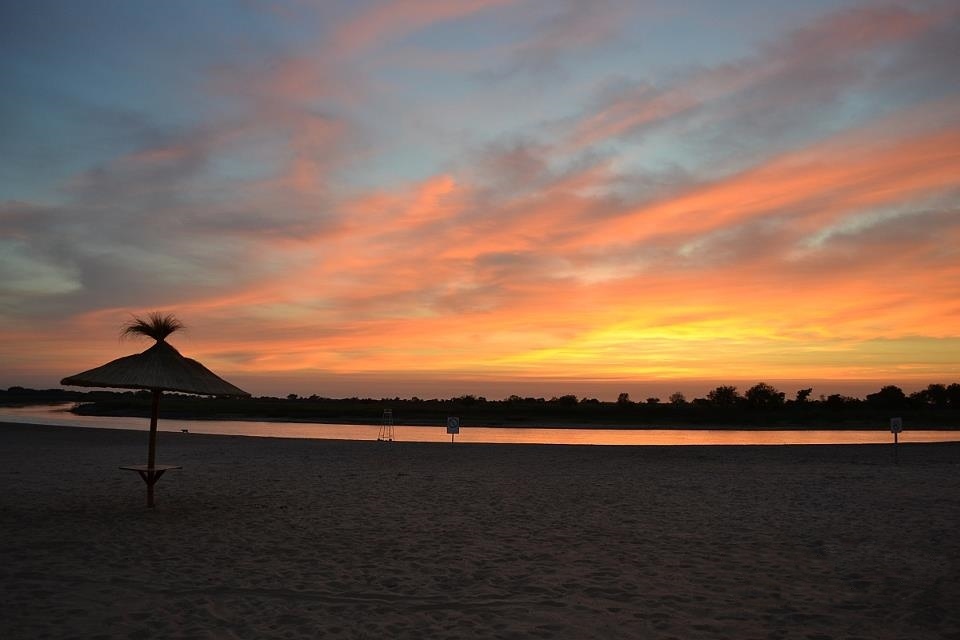
Playa Brisol.